# St.-Marien-Kirche (Esgrus)

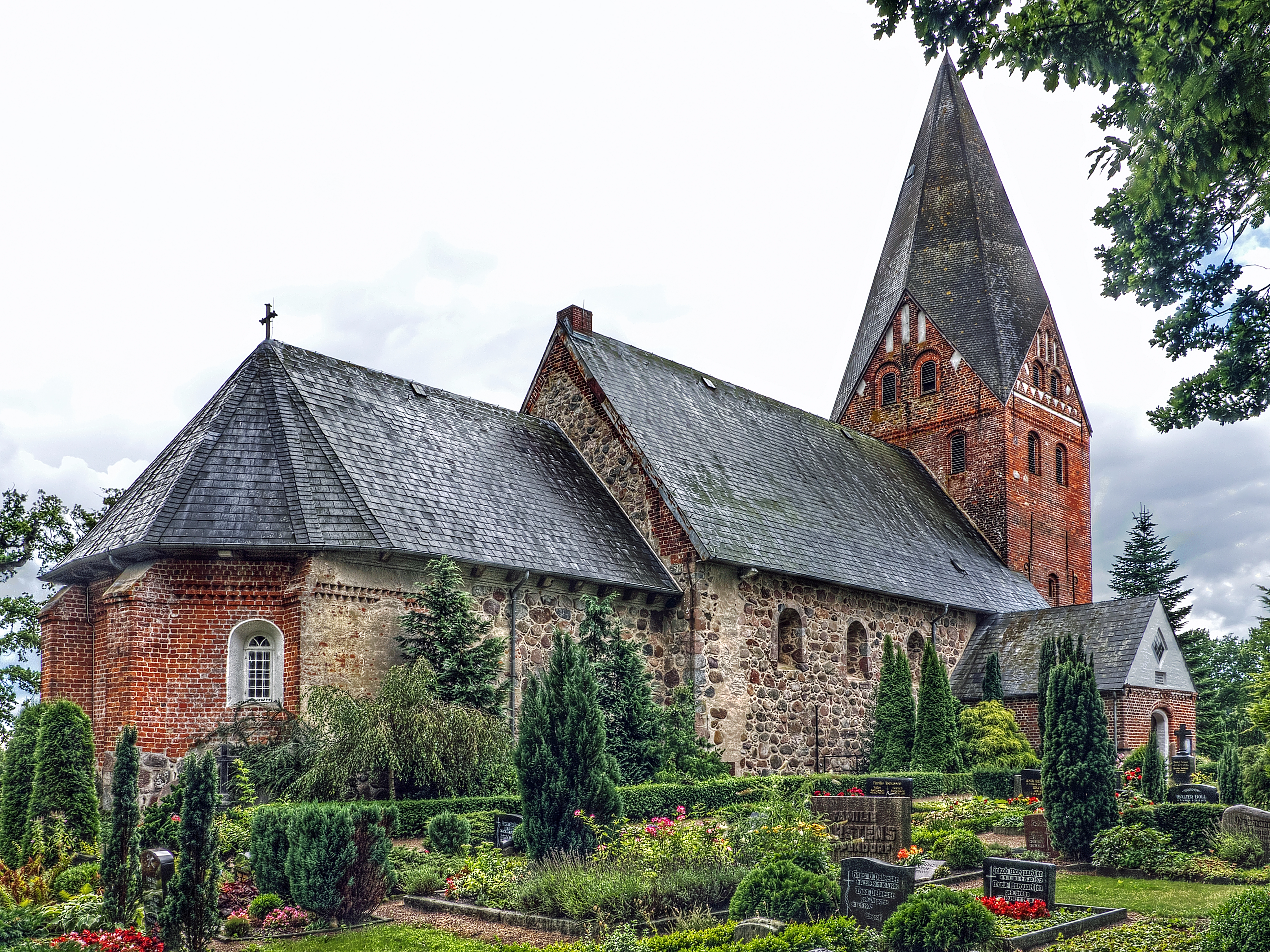
Beim Blick auf die Kirche von Nordosten sind die erhaltene Feldsteinmauer des romanischen Kirchenschiffs und Chor sowie der gotische Chorabschluss zu erkennen.

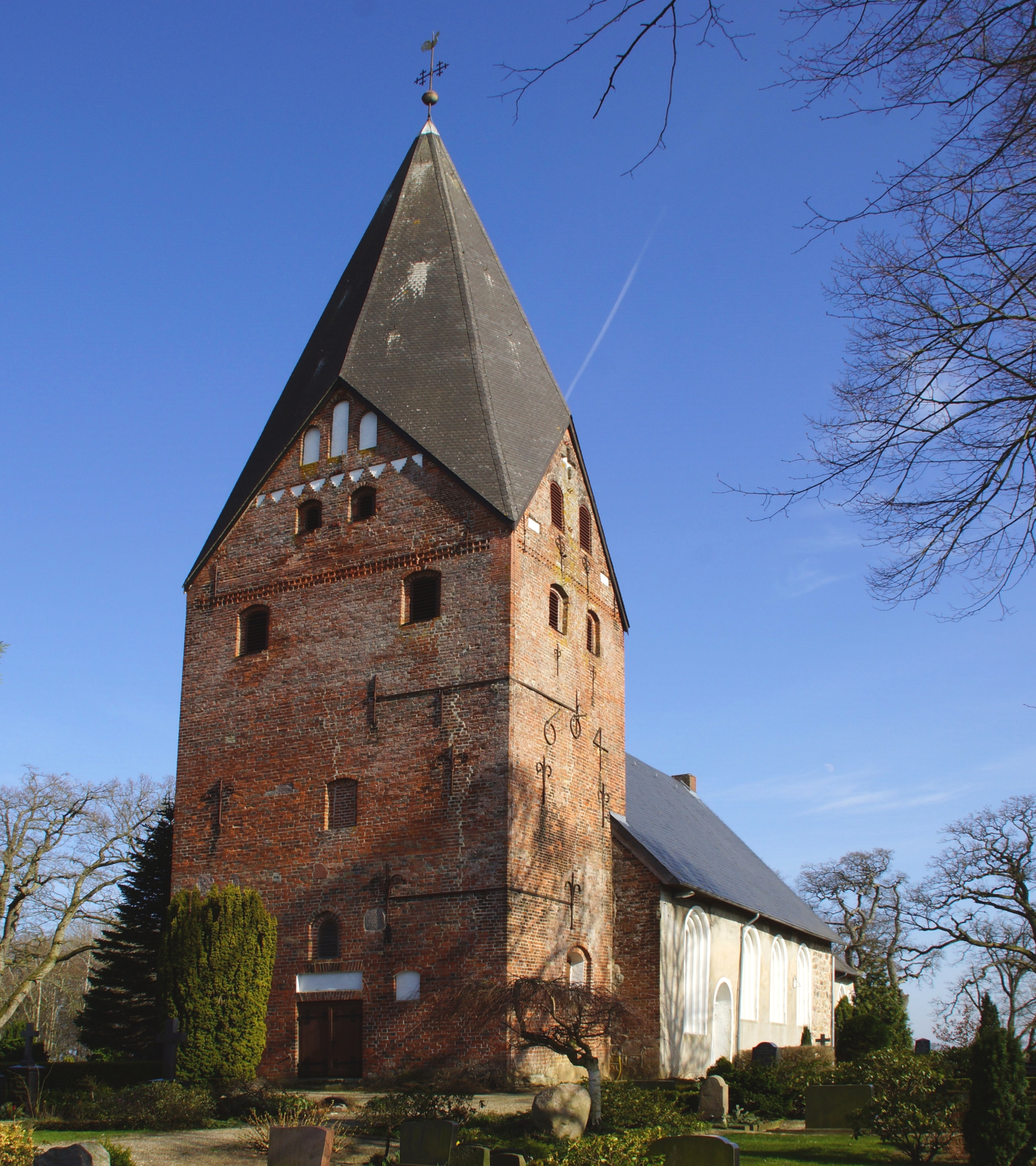
Der wuchtige Westturm stammt aus dem 15. Jahrhundert. Beim Blick von Südwest ist auch die Südwand mit ihren großen Fenstern zu sehen.

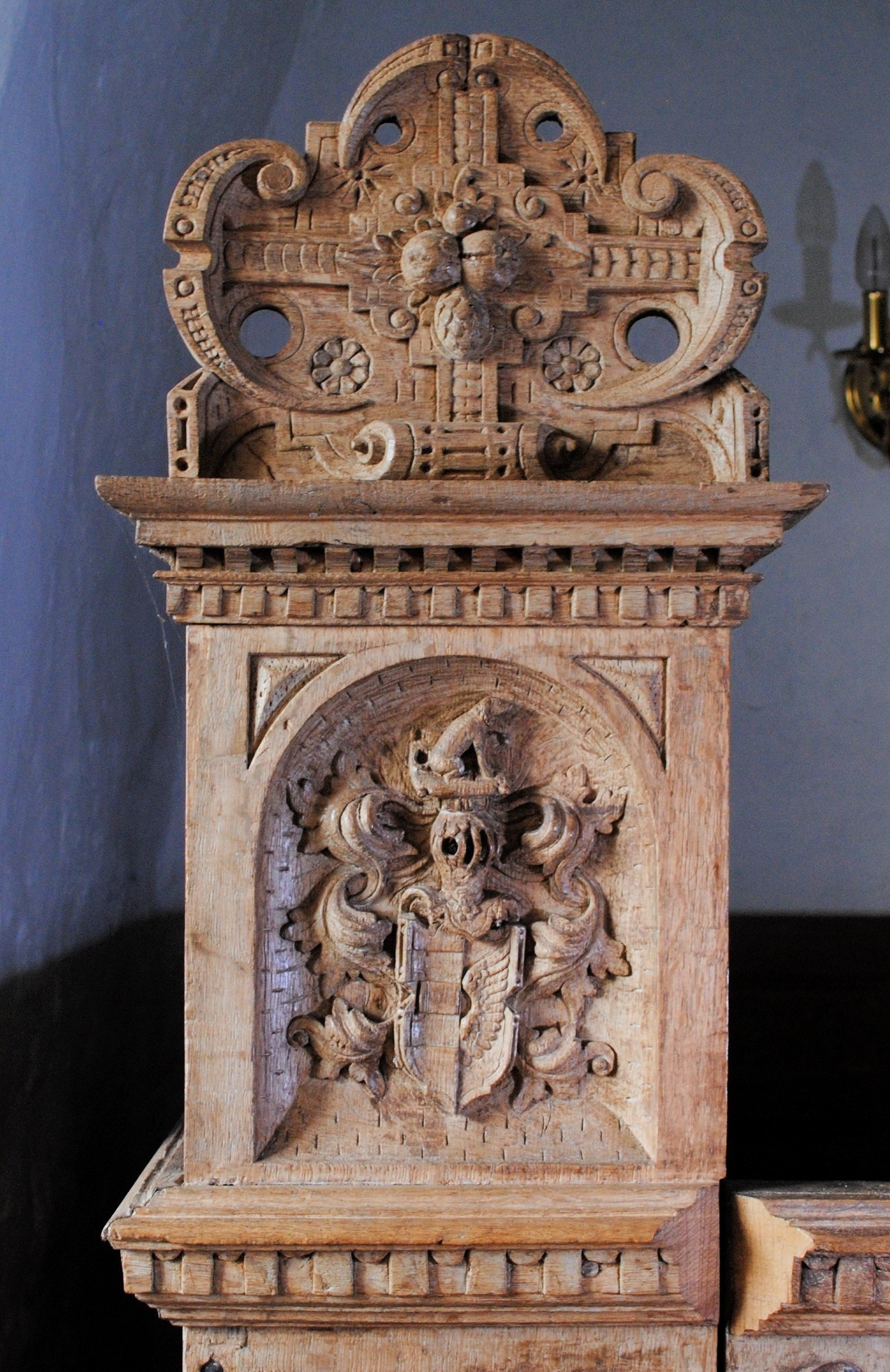
Renaissance-Dekor der Gestühlskästen

Die denkmalgeschützte St.-Marien-Kirche in Esgrus, eine romanische Feldsteinkirche aus dem 12. Jahrhundert, ist eine der ältesten Kirchen in Angeln und besitzt eine reiche Ausstattung aus dem Mittelalter und der frühen Neuzeit. Die Kirche gehört zur Kirchengemeinde Nieharde im Kirchenkreis Schleswig-Flensburg der Evangelisch-Lutherischen Kirche in Norddeutschland.

## Geschichte
Die Esgrusser St.-Marien-Kirche steht auf einem Hügel abseits des Ortes. Nach der St.-Marien-Kirche in Sörup wurde sie noch vor 1200 als zweite Kirche der Nieharde im Mittelpunkt ihres damaligen Kirchspiels errichtet. Da das Kirchspiel schon um 1230 nach dem Bau der St.-Laurentius-Kirche in Sterup geteilt wurde, liegt die Kirche seitdem ohne eigentliches Kirchdorf am Rand des Gemeindebezirks.
Die dem Patrozinium der Gottesmutter Maria unterstellte Kirche bestand in ihrer ersten Bauphase aus einem einschiffigen Langhaus und einem eingezogenen Chor aus Feldsteinen. Nur für die Ecken wurden behauene Quadern verwendet. Im Langhaus haben sich die flache Holzdecke und zwei Portale an der Süd- und Nordwand erhalten. Eine möglicherweise ursprünglich östlich an den Chor anschließende Apsis verschwand spätestens im 15. Jahrhundert, als der Chor einen 5/8-Schluss im gotischen Stil aus Backsteinen und ein Gewölbe erhielt. Von der Ausmalung des Gewölbes sind noch Reste zu sehen. Etwas später, wohl um 1500, wurden auch der massive Turm, ebenfalls aus Backstein, das Vorhaus vor dem Nordportal und eine nicht mehr bestehende Grabkapelle an der Nordseite des Chores angebaut.
Zum Kirchspiel gehörten Gut Rundhof und das 1292 erstmals erwähnte Gut Brunsholm. Die Gutsherren ließen um 1600 mit ihren Wappen gekennzeichnete ebenerdige Herrschaftsstühle im bis zur Reformation der Geistlichkeit vorbehaltenen Chor der Kirche aufstellen, die zu den ältesten erhaltenen in Schleswig-Holstein zählen und teilweise bis ins 20. Jahrhundert hinein von den Gutsherren genutzt wurden. Die Besitzer von Brunsholm besaßen eine wohl gleichzeitig mit dem Turm errichtete nördlich an die Kirche angebaute, im 20. Jahrhundert abgetragene Grabkapelle, während die Herren von Rumohr von Rundhof um 1794 ihre Grablage in der Turmhalle einrichten ließen, nachdem ihre bisherige Grablege, der Vorgängerbau der heutigen St-Nikolai-Kirche in Kappeln abgerissen worden war.
Im Jahre 1725 wurden Emporen an der Nord- und Westseite des Kirchenschiffs eingezogen. Im Jahre 1824 wurde die Kirche „sehr verbessert“ und erhielt erstmals eine Orgel. Ob die großen, spitzbogigen Fenster der Südwand im Zusammenhang mit diesem Umbau geschaffen wurden oder bereits in spätgotischer Zeit, ist nicht belegt. Die schon im 19. Jahrhundert verfallene Brunsholmer Grabkapelle wurde im 20. Jahrhundert abgetragen. 1966/67 fand eine Renovierung statt, bei der die romanischen Fenster der Nordwand wiederhergestellt wurden.

## Ausstattung
Das Altarretabel stammt aus der Zeit kurz nach 1450. Ursprünglich ein Flügelaltar, wurde er im 17. bis 19. Jahrhundert mehrfach umgestaltet, wie durch Inschriften dokumentiert ist (1650, 1750, 1824). Im Mittelschrein befindet sich eine Kreuzigungsszene, die mit zehn aus zwei Eichenblöcken geschnitzten Figuren in zeitgenössischer Kleidung unter den Kreuzen eher wenig Personen aufweist. Gerahmt wird die Szene von den etwas größeren Apostelfiguren Petrus und Paulus. In den Seitenflügeln stehen die zwölf Apostel, auf den Sockelbrettern mit Namen bezeichnet. Anstelle des verlorenen gotischen Maßwerks zieren barocke Akanthusranken von 1750 die Gefache. Über dem gekreuzigten Jesus halten zwei Putten einen Stern, in dem der Gottesname JHWH in hebräischen Buchstaben steht. Der Ädikula-Aufsatz und die Seitenschwünge, die den gotischen Schrein umgeben, wurden 1650 angebracht. Im Aufbau befinden sich zwei Gemälde, die die Auferstehung und Himmelfahrt zeigen. 1824 wurde das bis dahin farbig mit viel Vergoldung gefasste Retabel klassizistisch weiß übermalt und das Relief im Mittelschrein hinter einem davor befestigten Gemälde einer Abendmahlsdarstellung des Flensburger Malers Heinrich Friede verborgen. Auch die schon stark beschädigte gotische Predella mit einer Darstellung des Schweißtuchs der Veronika wurde ersetzt. Sie gelangte 1903 ins Thaulow-Museum in Kiel und befindet sich inzwischen im Landesmuseum für Kunst und Kulturgeschichte auf Schloss Gottorf. Das Abendmahlsgemälde wurde spätestens 1882 wieder abgenommen. 1882 und 1923/24 erfolgten erneute Übermalungen. 1969–1974 legte Barbara Rendtorff die farbige Fassung von 1750 wieder frei.
Zu weiteren mittelalterlichen Schnitzarbeiten gehört die Triumphkreuzgruppe von 1490, die seit 1966 wieder am ursprünglichen Ort im Chorbogen hängt. Diese Gruppe befand sich lange an der Nordwand und präsentierte sich auf einzelnen Sockeln. Die als Beifiguren zur Kreuzigungsgruppe zugehörigen Darstellungen von Maria und Johannes sind erhalten geblieben, während sie vielerorts im Laufe der Jahrhunderte abhandengekommen sind. Diese Gruppe ist nun wieder auf einem alten Eichenbalken miteinander verbunden. Die ursprüngliche Bemalung ist nicht mehr nachvollziehbar, da sie im 19. Jahrhundert neu gefasst wurde.

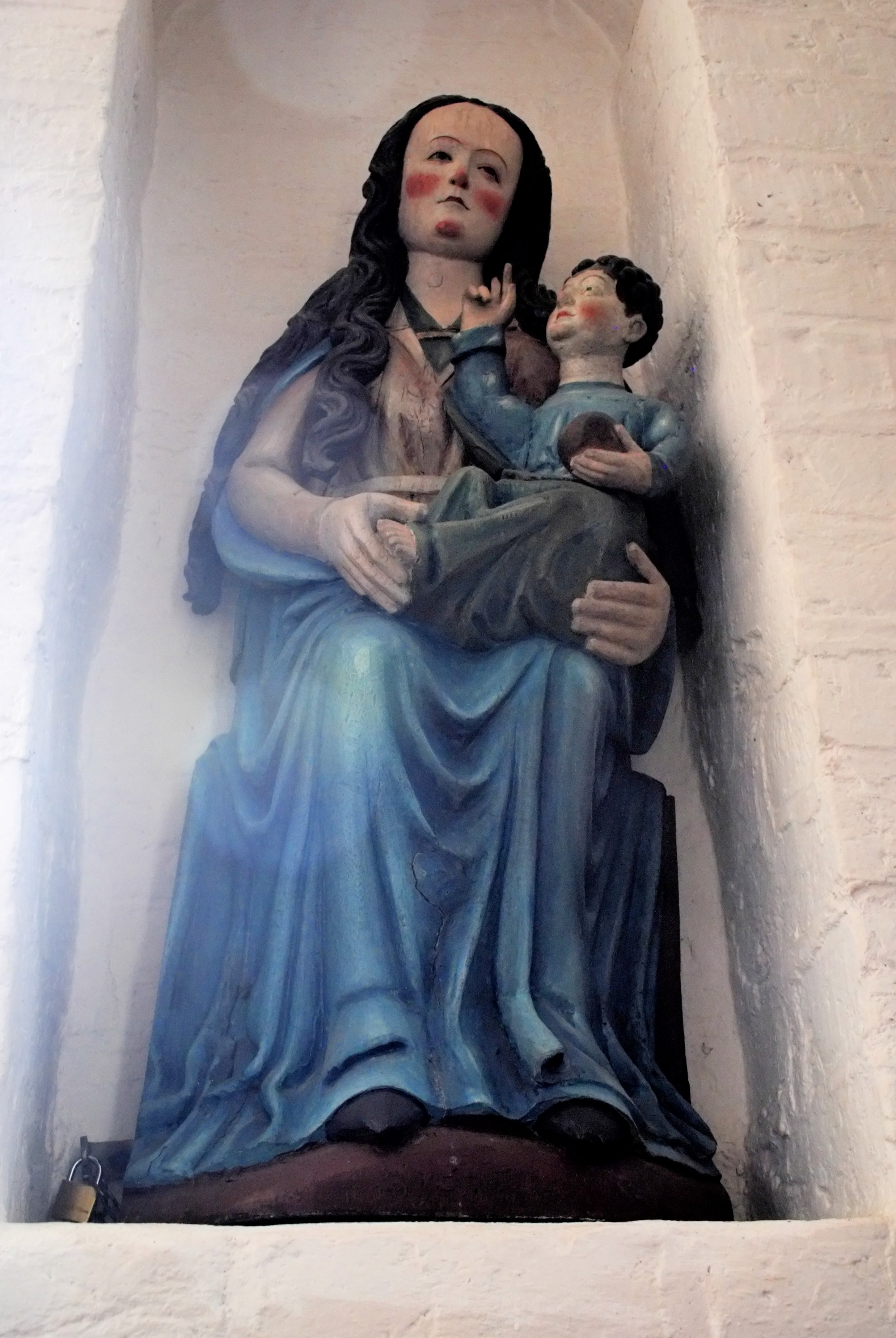
Sitzmadonna 15. Jh.

Eine thronende Madonna oder auch Sitzmadonna aus der Mitte des 13. Jahrhunderts hat heute ihren Platz in einer Blendnische im südlichen Chorraum. Der ursprüngliche Kopf der romanische Madonna ist oberhalb der Brust abgebrochen und verloren. Stattdessen wurde im 15. Jahrhundert ein spätgotischer Kopf mit separat angebrachten Locken angefertigt und mit Dübeln an dem Torso befestigt. Die Krone ist verloren. Die jetzige Fassung ist aus der Zeit des Barock.
Eine Anna selbdritt wird aufgrund der Kleidung auf etwa 1510 datiert. Diese aus Eichenholz geschnitzte Skulptur steht in einem Blendfenster in der Nordwand des Chores. Die heilige Anna trägt halb sitzend, halb stehend in der Rechten das munter sich bewegende, nackte Christuskind, während auf der linken Schoßseite die gekrönte Maria als Kind in den Mantel ihrer Mutter eingeschlagen sitzt und Jesus eine Traube reicht. Der linke Arm der Maria ist verloren. Die Original-Farbfassung mit viel Blattvergoldung und -versilberung ist weitgehend erhalten.
Ebenfalls mittelalterlich sind die drei in die Chorwand eingelassenen gotischen Sakramentsschränke. Der Kleinste davon, 91 cm hoch, ist der Aufwendigste und stammt aus dem letzten Viertel des 15. Jahrhunderts. Er ist mit fünf Eisenbändern mit Kleeblattmitten beschlagen. Die Innenseite trägt das in Öl gemalte Bild des Schmerzensmann, dessen Blick bei geöffneter Schranktür auf den Altar, den Ort der Eucharistie, fällt. Ein ähnlicher Sakramentsschrank aus dem letzten Viertel des 15. Jahrhunderts befindet sich in der St.-Nicolai-Kirche von Quern.

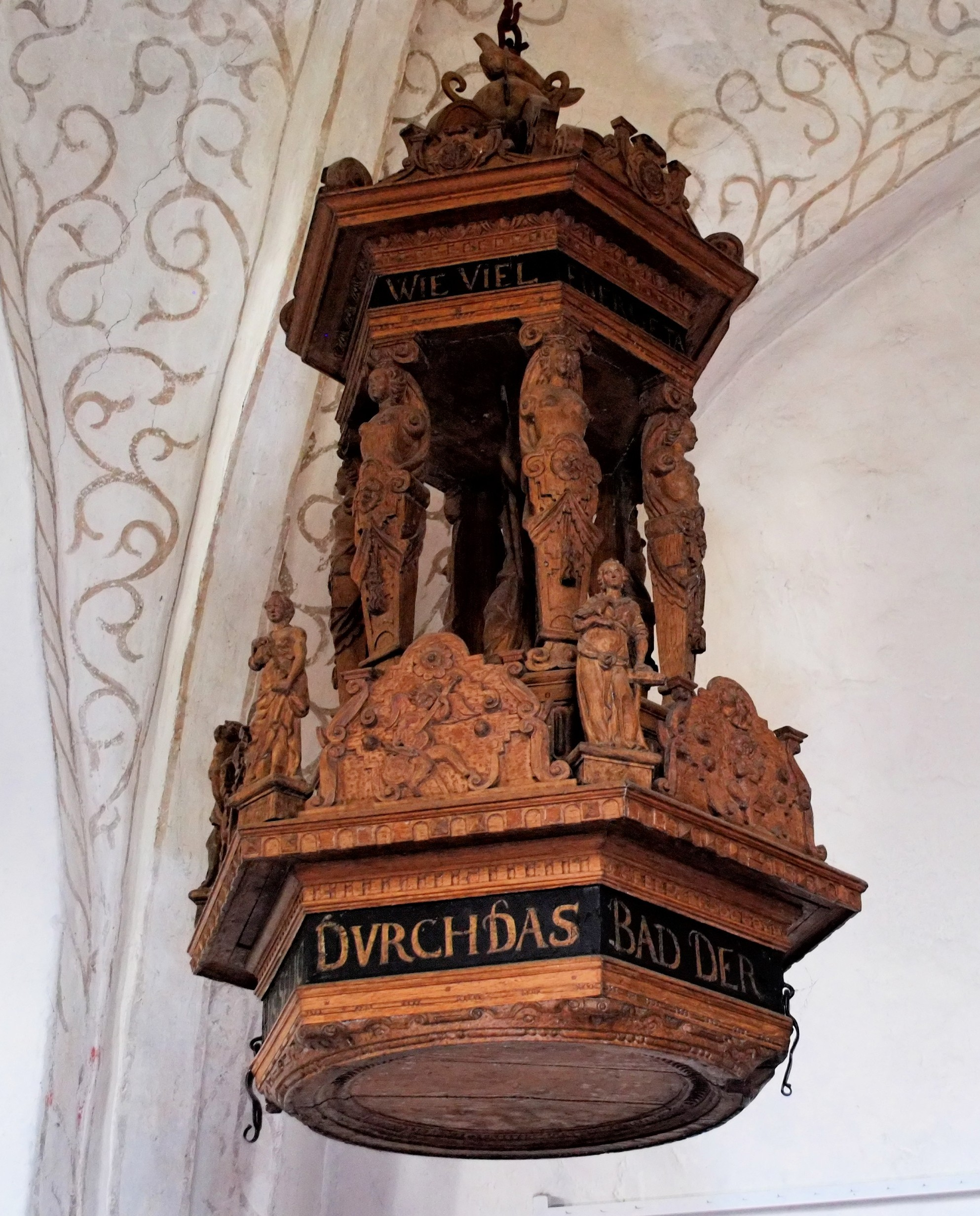
Taufkrone von 1619

Aus der Zeit nach der Reformation stammt das bronzene, von vier Evangelistenfiguren getragene Taufbecken, das der Bronzegießer Marcus Dibler, der Sohn von Michel Dibler, 1619 schuf. Unter den acht deutlich sichtbaren Arkaden aus floralen Ornamenten af dem Becken sind Heiligenfiguren abgebildet. Diese Figuren sind klar einzuordnen und zu benennen. Die Taufe wurde vermutlich von der Familie Rumohr gestiftet. Gleichzeitig entstand eine hölzerne reich geschnitzte Taufkrone, die auf das Becken aufgesetzt wurde, um das Wasser vor Verunreinigung zu schützen. Heute schwebt sie über dem Taufbecken und ragt mit einer Größe von 1,90 m bis ins Gewölbe. Diese ist ein Werk des Flensburger Holzschnitzers Hans Jakobs aus dem Umfeld der Ringerink-Werkstatt und zeigt in einer hohen Laterne den sitzenden Schmerzensmann. Umgeben ist er von fünf freiplastischen Figuren der christlichen Tugenden. Die Bedachung wird von Hermenpilastern getragen. Die Krone endet in einer Bügelkrone, auf der sich die Weltkugel befindet; darüber schwebt die Taube an der Stangenkette. Die Taufschale aus Messing, mit einem Durchmesser von 56 cm, wurde 1681 gestiftet.
Die Kanzel mit Gemälden der Passionsgeschichte stammt von 1681. Sie scheint ihrer Ornamentik beraubt worden zu sein und wirkt schlichter, als sie mal war. Es wird auf Grund des Aufbaus und der Malereien vermutet, dass die Kanzel eventuell älter ist als das angegebene Datum.
Die Kirche zeigt noch heute drei halbhohe, rechteckige adlige Kastengestühle der Spätrenaissance in unterschiedlicher Größe. Vermutlich sind sie von Hans Gudewerth d. Ä. in Eckernförde geschnitzt worden. Von ehemals vier Kästen sind noch erhalten: der Große Rundhof Stuhl, der Ohrfelder Stuhl und der Brunsholmer Stuhl. Nur der 1607 hergestellte Große Rundhof Stuhl befindet sich heute noch im Chorraum. Ende der 1960er Jahre wurden die Kastenstühle im Rahmen einer Restaurierung von einer im 19. Jahrhundert aufgetragenen braunen Lackierung befreit.
Die Orgel, mit ihrem übergiebelten neoklassizistischen Prospekt stellte Marcussen & Søn 1911/12 her. Im Jahre 2009 wurde sie durch die Orgelwerkstatt Mike Zuber umfassend restauriert.
Das Geläut besteht aus drei Glocken, wovon eine aus der (Vorkriegszeit) aus dem Jahr 1936 stammt. Die anderen beiden wurden 1954 neugegossen.
- Vaterunserglocke, Ton: f', gegossen 1936 von M & O Ohlsson in Lübeck
- Gebetsglocke, Ton: as', gegossen 1954 von den Gebr. Rincker in Sinn
- Taufglocke, Ton: b', gegossen 1954 von den Gebr. Rincker in Sinn

## Gemeinde
Am 1. Oktober 2021 fusionierte die Kirchengemeinde Esgrus mit den Kirchengemeinden Steinbergkirche, Quern-Neukirchen, Sörup, und Sterup zur Evangelisch-Lutherischen Kirchengemeinde Nieharde innerhalb des Kirchenkreises Schleswig-Flensburg.